# Dictyokathina
Dictyokathina es un género de foraminífero bentónico de la subfamilia Rotaliinae, de la familia Rotaliidae, de la superfamilia Rotalioidea, del suborden Rotaliina y del orden Rotaliida. Su especie tipo es Dictyokathina simplex. Su rango cronoestratigráfico abarca desde el Paleoceno hasta el Ypresiense (Eoceno inferior).

## Clasificación
Dictyokathina incluye a las siguientes especies:
- Dictyokathina dadahuensis †
- Dictyokathina simplex †
- Dictyokathina vanica †